# 오모리정 (시마네현)
오모리정(大森町)은 시마네현 니마군에 있던 정이다. 현재의 오다시 오모리에 해당한다.